# Seelisberg
Seelisberg é uma comuna da Suíça, no Cantão Uri, com cerca de 641 habitantes. Estende-se por uma área de 13,28 km², de densidade populacional de 48 hab/km². Confina com as seguintes comunas: Bauen, Emmetten (NW), Ingenbohl (SZ), Isenthal, Morschach (SZ), Sisikon.
A língua oficial nesta comuna é o Alemão.